# Stanisław Maciejski
Stanisław Maciejski (ur. 1 maja 1923 w Bielinach, zm. 17 listopada 1993 w Pile) – polski działacz samorządowy, ekonomista, urzędnik państwowy i kombatant. W latach 1961–1976 kolejno Przewodniczący Prezydium Miejskiej Rady Narodowej, naczelnik i prezydent Piły.

## Życiorys
Syn Syn Józefa i Marianny z domu Olubiec. Podczas II wojny światowej od lutego 1940 do stycznia 1945 działał w ruchu oporu pod pseudonimem „Ryś”. Należał do Związku Walki Zbrojnej i Batalionów Chłopskich, a następnie do Świętokrzyskiego Zgrupowania Armii Krajowej w ramach zgrupowania Jana Piwnika „Ponurego” i oddziału „Jacek”. Został ciężko ranny, odniósł uraz czaszki. W 1991 awansowany do stopnia kaprala. Udzielał się w licznych organizacjach kombatanckich: Związku Uczestników Walki Zbrojnej o Niepodległość i Demokrację 1939–1945, Związku Bojowników o Wolność i Demokrację, Związku Kombatantów Rzeczypospolitej Polskiej i Byłych Więźniów Politycznych, Związku Inwalidów Wojennych Rzeczypospolitej Polskiej oraz Światowego Związku Żołnierzy Armii Krajowej.
Po wojnie podjął nieukończone studia ekonomiczne na Wydziale Prawno-Ekonomicznym Uniwersytetu Poznańskiego. Od 1945 do 1961 mieszkał w Gnieźnie. Pracował kolejno jako kierownik referatu odbudowy w Zarządzie Miejskim w Gnieźnie (1945–1946), referent w Państwowym Zjednoczeniu Przemysłu Konserwowego Rejonu Zachodniego (1946–1947), kierownik kadr w Gnieźnieńskich Zakładach Garbarskich (1949–1950), kierownik kadr Wojewódzkiego Szpitala dla Nerwowo i Psychicznie Chorych w Gnieźnie (1950–1953), Zakładzie Jajczarsko-Drobiarskim w Gnieźnie (1953–1954) oraz jako prezes Wytwórni Abażurów w Gnieźnie (1955). Pomiędzy 1947 a 1959 przewodniczył gnieźnieńskiemu oddziałowi Związku Młodzieży Polskiej. Od 1 grudnia 1955 do 30 stycznia 1961 zastępca przewodniczącego Prezydium Miejskiej Rady Narodowej w Gnieźnie. Wstąpił do Polskiej Zjednoczonej Partii Robotniczej, od 1956 do 1957 był II sekretarzem Komitetu Powiatowego PZPR w Gnieźnie.
Następnie związany z władzami miejskimi Piły. Od 31 stycznia 1961 do 12 grudnia 1973 przewodniczący Prezydium Miejskiej Rady Narodowej w Pile, następnie po przekształceniu tego stanowiska od 13 grudnia 1973 do 25 czerwca 1975 naczelnik, a od 26 czerwca 1975 do 30 kwietnia 1976 prezydent Piły. Następnie do lipca 1976 pracował w samorządzie miejskim, a od 1976 przebywał na rencie. Od 1975 zasiadał w Wojewódzkiej Radzie Narodowej w Pile. Zajął się działalnością społeczną, był założycielem i prezesem Pilskiego Towarzystwa Kultury (1963–1964) oraz Towarzystwa Miłośników Miasta Piły (1982–1983), następnie honorowy członek zarządu ostatniej organizacji. Wieloletni członek Związku Zawodowego Pracowników Państwowych i Społecznych.
Był żonaty z pielęgniarką Reginą Pietrzak (1923–2009), miał dwóch synów.

## Odznaczenia i wyróżnienia
Odznaczony m.in.: Krzyżem Komandorskim (1974) i Kawalerskim (1964) Orderu Odrodzenia Polski, Krzyżem Partyzanckim (1947), Odznaką Grunwaldzką (1947), Złotym Odznaczeniem im. Janka Krasickiego (1965), Odznaką Tysiąclecia za działalność społeczną 1966, Brązowym (1967) i Srebrnym (1973) Medalem „Za Zasługi dla Obronności Kraju”, Odznaką „Za Zasługi dla Związku Bojowników o Wolność i Demokrację” (1978) oraz Medalem 40-lecia Polski Ludowej (1984).
Wyróżniony także: odznaką honorową „Zasłużony Pracownik Rady Narodowej” (1971), odznaką „Zasłużony Działacz Ruchu Spółdzielczego” (1963), srebrną odznaką „Za zasługi dla kolarstwa polskiego” (1968), srebrną odznaką „Zasłużony dla Ubezpieczeń Społecznych” (1986), Odznaką Honorową „Za Zasługi w Rozwoju Województwa Poznańskiego” (1962), Odznaką Honorową „Za Zasługi w Rozwoju Województwa Pilskiego” (1976), Odznaką Honorową „Za zasługi w rozwoju Piły” (1977), Honorową Odznaką „Za Zasługi w Rozwoju Pilskiej Organizacji ZSMP” (1978), Odznaką Tysiąclecia za działalność społeczną (1966) oraz „Medalem XXX–lecia Ludowego Wojska Polskiego” (1973).